# Viola (insecte)
Genre
Viola est un genre de Lépidoptères (papillons) de la famille des Hesperiidae.

## Liste des espèces
Selon GBIF (11 juin 2024) :
- Viola alicus (Schaus, 1902) - espèce type
- Viola egra Evans, 1953
- Viola minor (Hayward, 1933)
- Viola olla Evans, 1953
- Viola violella (Mabille, 1897)

## Classification
Le nom valide complet (avec auteur) de ce taxon est Viola Evans, 1953,. Son espèce type est Viola alicus (Schaus, 1902).

### Publication originale
- (en) W. H. Evans, A catalogue of the American Hesperiidae: indicating the classification and nomenclature adopted in the British Museum (Natural History) : Part III (Groups E, F, G) Pyrginae. Section 2, t. 3, Londres, British Museum, 1953, 246 p. (lire en ligne), p. 73-74.